# Свети Димитър (Сяр)
„Свети Димитър“ (на гръцки: Ιερός Ναός Αγίου Δημητρίου) е православна църква в източномакедонския град Сяр (Серес), Егейска Македония, Гърция, енорийски храм на Сярската и Нигритска епархия на Вселенската патриаршия.

## История
Енорията е създадена в 1934 година. Храмът е разположен на улица „Емануил Папас“ № 18. Започва да се изгражда през 1956 година изцяло с пари на Георгиос Метаксас и е осветен на 7 септември 1958 година от митрополит Константин Серски. В началото на 60-те години е добавен нартекс и е изписан олтарът от атинския зограф Димитрис Кендакас. През март 1990 година започва разширяване на църквата и при завършването му в 1993 година площта ѝ се удвоява. Храмът получава вид на петкорабна базилика с купол.
В храма се пазят мощи на Свети Димитър, Свети Йоан Златоуст и Света Анастасия, както и копие на иконата „Света Богородица Вратарница“. Към църквата работи неделно училище.
Част от енорията е параклисът „Свети Нектарий“, изграден на няколко метра югоизточно и осветен на 9 ноември 1966 година от митрополит Константин Серски. Ктиторка на параклиса е монахиня Нектария със светско име Анастасия Адамуси. В края на 80-те параклисът е изграден на ново из основи.